# ورزشکار (فیلم)
«ورزشکار» (انگلیسی: Athlete (film)) فیلمی در ژانر مستند است که در سال ۲۰۱۰ منتشر شد. از بازیگران آن می‌توان به لانس آرمسترانگ، پائولا رادکلیف، و فرانک شورتر اشاره کرد.